# 失眠的認知行為治療
失眠認知行為療法（英語：Cognitive behavioral therapy for insomnia，縮寫作CBT-I）是一種無需（或同時使用）藥物之治療失眠的技術。CBT-I 旨在通過識別和改變影響一個人睡眠能力或良好睡眠的思想和行為來改善睡眠習慣和行為。
用 CBT-I 治療失眠的第一步是確定失眠的根本原因。 失眠患者應該評估或讓他們評估他們的睡眠模式，並考慮可能影響人睡眠能力的所有可能因素。 這將涉及將睡眠日記保存幾週。 該日誌將有助於識別可能導致失眠的思想或行為模式、壓力源等。
在確定可能的根本原因和導致失眠的因素後，可以開始採取措施改善睡眠。 在 CBT-I 中，這些步驟包括刺激控制、睡眠衛生、睡眠限制、放鬆訓練和認知療法。 一些睡眠專家也推薦生物反饋。 通常，幾種方法組合成一個整體治療概念。 目前沒有所謂最佳的治療方法；單一干預也不被認為優於不同干預的組合。
已發現 CBT-I 是治療失眠的有效形式。 它還可有效治療與情緒障礙有關或由情緒障礙引起的失眠。 患有創傷後應激障礙的人也有所改善。